# Ximotla
Ximotla är en ort i Mexiko.   Den ligger i kommunen San Miguel Totolapan och delstaten Guerrero, i den södra delen av landet, 210 km sydväst om huvudstaden Mexico City. Ximotla ligger 1 374 meter över havet och antalet invånare är 117.
Terrängen runt Ximotla är varierad. Runt Ximotla är det glesbefolkat, med 12 invånare per kvadratkilometer. Närmaste större samhälle är Pericotepec, 7,8 km nordost om Ximotla. I omgivningarna runt Ximotla växer huvudsakligen savannskog.